# Сухој Су-17
Сухој Су-17 (рус. Сухой Су-17, НАТО назив енгл. Fitter) је ловац-бомбардер на млазни погон са променљивом геометријом крила направљен у Совјетском Савезу. Авион је први пут полетео 1966. године и још је у употреби 2011. Из овог авиона су изведене варијанте Су-20 и Су-22. Авиони Су-22М3 и Су-22М4 се и даље налазе у понуди концерна Сухој (2011. године).

## Пројектовање и развој
Рад на пројекту авиона Су-17 је почео почетком 1960-их година паралелно са увођењем авиона Сухој Су-7. Жеља је била да се модификацијом постојећег авиона смањи потребна полетно-слетна стаза. Водећи пројектант је био Н. Г. Зирин. под руководством П. О. Сухоја Као техничко решење овог проблема коришћена је променљива геометрија крила, а као база за пројект је послужио производни модел Су-7БМ са новим крилом и благо модификованим трупом. Радна верзија пројекта је звана Су-7ИГ (а интерни назив је био ЕДО-Ц-22и). Прототип овог авиона је завршен у јулу месецу 1966. године и отпочето је његово тестирање. Први пробни лет је обављен 2. августа 1966. а пробни пилот је био В. С. Иљушин. Први пут је јавности приказан јула 1967. године на паради која је одржана на московском аеродрому Домодедову. Државно и војно тестирање авиона Су-17 је трајало до новембра 1967. године када је ЦК КПСС и Министарски савет донео одлуку о његовој серијској производњи. У току тестирања је утврђено да је авиону побољшано слетање и полетање (скраћене полетно-слетна стаза), побољшане летне перформансе, повећан долет авиона и дужина трајања лета.

### Технички опис
Авион Су-17 (1966) је једноседи једномоторни авион направљен према класичној шеми, средњокрилац је са стреластим крилом променљиве геометрије са углом стреле од 30° до 63° што му омогућава постизање веома великих брзина у лету и релативно малих брзина при слетању и полетању као и економичних брзина при крстарењу. Репни стабилизатори су такође стреластог облика. Труп авиона је кружног облика и одликовао се чистим аеродинамичним површинама. На носу авиона се налазио улаз за ваздух са системом за регулисање протока у зависности од висине и брзине лета авиона са минималним отпором. Нови снажан турбомлазни мотор АЛ-7Ф-1-250 са функцијом додатног сагоревања (форсаж) имао је потисак близу 100 kN. Овај мотор је био уграђен само у првој серији од неколико десетина комада, а у каснимим варијантама су били уграђивани савременији мотори најчешће АЛ-21Ф-3 са потиском од 78,4/112,3 kN и Тумански Р-29БС-300. Авион Су-17 и његове варијанте су имале све добре особине модела Су-7 из кога су настале као што су: хидраулични систем са радним притиском од 210 bar, нови систем управљања и контроле радних функција авиона, дуплиране коморе ракетних бустера, нови систем седишта за катапултирање (избацивање под углом) знатно је смањио број повреда пилота при катапултирању. Стајни трап је увлачећи система трицикл, предња носна нога се увлачила у труп авиона, а главне ослоне ноге су се налазиле испод крила и у току лета су се увлачиле у крила. Положај крилних ногу стајног трапа је био такав да није сметао систему подвешавања оружја и спољних резервоара за гориво. Кокпит пилота смештен у кабину под притиском, а лоциран готово у самом носу авиона омогућавао је добру прегледност пилоту како у фазама полетања и слетања тако и при лету авиона. Авион Су-17 је био веома добро наоружан, а конкретно наоружање је зависило од типа авиона да ли је био ловац, ловац-бомбардер или јуришник. У Арсеналу овог авиона су били топови, ракете ваздух-ваздух, вођене ракете ваздух-море Х-23; Х-25; Х-29 и Х-58, невођене балистичке ракете разног калибра од 57 до 330 mm класичне авио-бомбе разног калибра, па чак и атомска бомба од 5 kT.

### Варијанте авиона Сухој Су-17

#### Основне верзије авиона Су-17
- Су-17 - прва производна верзија,
- Су-17М - прва верзија која је произведена у већим количинама, нови мотор АЛ-21Ф-3, повећан капацитет горива, побољшан авиоелектроника, први лет - 28. децембар 1971,
- Су-17М2 - мало издужених предњи део трупа, пилот има бољи поглед, нова авионика и широк спектар вођеног оружја, први лет - 20. децембар 1973,
- Су-17УМ - први двоседи борбени школски Су-17. Први лет - 15. август 1975,
- Су-17М3 - се заснива на верзији СУ-17УМ, уместо кокпита инструктора налази и додатни резервоар за гориво, опремљен новом опремом и додата два подвесна места за ракете ваздух-ваздух, први лет - 30. јун 1976,
- Су-17УМ3 - двоседи школски авион Су-17М3, способан да лети два пута брже од брзине звука. Први лет - 21. септембар 1978,
- Су-17М4 - најновија производна верзија, значајно промењена авионика, усис ваздуха је нерегулисан, први лет - 19. јун 1980.

#### Извозне верзије авиона Су-17
- Су-17К - извозна верзија прве производне серије. Извезено само Египту,
- Су-20 - извозна верзија Су-17М, поједностављена авионика и мањи опсег оружја, први лет - 15. децембар 1972,
- Су-22 - Су-17М2 извозна верзија са мотором Р-29БС-300, ова измена (Су-17М2Д) је истоветна са мотором МиГ-23 и усвојена је и од стране совјетске авијације,
- Су-22У - извозна варијанта Су-17УМ са мотором , први лет - 22. децембар 1976,
- Су-22М - извозна варијанта Су-17М3 са мотором , први лет - 24. маја 1977.
- Су-22УМ3 - извозна варијанта Су-17УМ3 мотор Р-29БС-300. Касније се испоручује иностранству са мотором АЛ-21Ф-3, под ознаком Су-22УМ3К.
- Су-22М3 - извозна варијанта Су-17М3 са оригиналном авиоелектроником,
- Су-22М4 - извозна варијанта Су-17М4.

## Наоружање
| Наоружање авиона: Сухој Су-17  |                                                                              |
| Ватрено (стрељачко) наоружање  |                                                                              |
| Топ                            |                                                                              |
| Број и ознака топа             | 2 х НР-30                                                                    |
| Број граната                   | 80                                                                           |
| Калибар                        | 30                                                                           |
| Митраљез                       |                                                                              |
| Број и ознака митраљеза        | 4 контејнера х 2 цеви                                                        |
| Број метака                    | 250 по контејнеру                                                            |
| Калибар                        | 23                                                                           |
| Бомбардерско наоружање (бомбе) |                                                                              |
| Класичне авио бомбе            | ФАБ-100; ФАБ-250; ФАБ-500 и касетне бомбе                                    |
| Укупна маса                    | 3.000                                                                        |
| Број тачака за подвешавање     | 7                                                                            |
| Ракетно наоружање (ракете)     |                                                                              |
| Број и ознака ракета           | в-в:2 х (Р-13; Ф-60; Ф-73) в-з: НАР 57 до 330mm; в-м:(Х-23; Х-25; Х-29 и Х-58) |
| Број подвешаних ракета         | 6                                                                            |

## Оперативно коришћење
Авион Сухој Су-17 је произведен у 2.867 примерака у фабрици авиона КнААПО „Јуриј Гагарин“ из Комсомољска на Амуру у периоду од 1969. до 2011. године. Био је добар извозни производ извезен је у преко 15 земаља. Иако је пројектован као ловац бомбардер најчешће и најдуже се користио као јуришни бомбардер и дуги низ година је био окосница овог вида ваздухопловства Совјетског Савеза наследивши свог претходника Сухој Су-7. Учествовао је у многим ратним операцијама као што су: Сиријски Су-20С су учествовали у Сиријско-Израелском рату 1973. године као и сукобима у Јужном Либану 1982. године. Либијски Су-22МС су коришћени у Чаду 1980-их година као и у сукобима са Америчком морнарицом 1979. године око конфликта у Заливу Сидра. Ирачки Су-20 и Су-22С су масовно коришћени у сукобу са Ираном док су у току Заливског рата 1991. године 14 ових авиона уништено на земљи, а остали пребегли у Иран који их после рата није вратио Ирачанима. Авиони Су-20/Су-22С Анголског ратног ваздухопловства су коришћени против побуњеника УНИТА 1990. године. Перуански Су-22М3 су коришћени 1995. године у пограничном сукобу између Перуа и Екватора. Највећу примену Су-17 је доживео у току совјетске интервенције у Авганистану. Захваљујући томе, извршене су многа побољшања ових авиона и усавршена тактика њихове примене, побољшана је заштита, извршена је реконфигурација наоружања итд. По избијању чеченске побуне овај авион је коришћен у сукобу са чеченским побуњеницима.
Земље бивше чланице Варшавског уговора које су поседовале ове авионе су двојако поступиле Чешка, Источна Немачка и Мађарска су избацили ове авионе из употребе, док су Пољска и Бугарска извршиле модификације ових авиона и прилагодиле НАТО стандардима навигације и комуникација и данас их користе.
Постоји уверење да се у току деценије 2010—2020 предстоји крај употреби овог авиона. мада се модели Су-22М3 и Су-22М4 и даље нуде купцима

## Земље које су користиле овај авион
| - Азербејџан - Авганистан - Алжир - Ангола - Белорусија - Бугарска - Чехословачка - Египат - Источна Немачка - Ирак - Иран - Јемен | - Либија - Мађарска - Перу - Пољска - Северна Кореја - СССР - Сирија - Туркменистан - Узбекистан - Украјина - Вијетнам |